# Google TV (sistema operativo)
Google TV fue un sistema operativo para televisores inteligentes descatalogado de Google y codesarrollado por Intel, Sony y Logitech. Se lanzó en octubre de 2010 con dispositivos oficiales fabricados inicialmente por Sony y Logitech. Google TV integraba el sistema operativo Android 3.0/3.2 y el navegador web Google Chrome para crear una superposición de televisión interactiva sobre los sitios de vídeo en línea existentes para añadir una interfaz de usuario de 10 pies, para una experiencia de televisión inteligente.
La primera generación de dispositivos de Google TV estaba basada en procesadores de arquitectura x86 y fue creada y comercializada por Sony y Logitech. La segunda generación de dispositivos están todos basados en procesadores de arquitectura ARM y con socios adicionales como LG, Samsung, Vizio y Hisense. En 2013, se anunciaron más dispositivos de segunda generación compatibles con Google TV por parte de nuevos socios, como Hisense, Netgear, TCL y Asus, algunos de los cuales incluyen soporte de vídeo 3D.
A Google TV le sucedió en junio de 2014 Android TV, una plataforma más reciente que comparte vínculos más estrechos con la plataforma Android y tiene una experiencia de usuario renovada que se integra con Knowledge Graph, y proporciona soporte de casting desde dispositivos móviles. Desde junio de 2014, el SDK de Google TV ya no está disponible, lo que pone fin a cualquier desarrollo de software futuro para los dispositivos existentes y deja de lado la plataforma.

## Historia
- Marzo de 2010 - Los medios de comunicación informaron de que el proyecto Google TV estaba en marcha, aunque las empresas asociadas no confirmaron su participación en la empresa hasta más tarde.[5][6]
- 20 de mayo de 2010 - El proyecto Google TV se anunció oficialmente en la conferencia Google I/O de 2010 el 20 de mayo.[7][8] Google declaró que la nueva plataforma se incorporaría directamente a los nuevos televisores de alta definición y a los reproductores de Blu-ray Disc de Sony, aunque los descodificadores también serían desarrollados por Logitech.[9] La empresa indicó que los nuevos sistemas desarrollados por Sony y Logitech estarían alimentados por el sistema en chip de electrónica de consumo CE4100 basado en Intel Atom. También declaró que una experiencia de visualización "totalmente optimizada" estaría disponible a través de Dish Network, aunque la plataforma funcionaría a través de cualquier proveedor.
- 2010 Mayo - Sony anunció que en otoño de 2010 lanzaría su línea de productos de televisión por Internet con Google, incluyendo modelos de televisión independientes y unidades set-top con unidades de disco Blu-ray integradas.[10][11]
- 10 de noviembre de 2010 - Dish Network anunció que su solución de Google TV[12] estaba disponible para los clientes. La solución Google TV de Dish Network, que requiere un servicio de integración de DVR, incluye el Logitech Revue con Google TV, un pequeño decodificador.
- 15 de diciembre de 2010 - Google anuncia la primera actualización de Google TV, con algunas correcciones de errores y cuatro mejoras importantes: el catálogo de streaming de Netflix, Dual View, la aplicación de control remoto para teléfonos Android y los resultados de búsqueda de películas.
- 10 de mayo de 2011 - En el Google I/O se anuncia que los dispositivos Google TV se actualizarán a Android 3.1 Honeycomb, tendrán acceso al Android Market y contarán con algunas actualizaciones de aplicaciones.
- 18 de junio de 2011 - Google adquiere SageTV, un desarrollador de software multimedia para el hogar.
- 26 de agosto de 2011 - Google anuncia que Google TV se lanzará oficialmente en Europa en enero de 2012.[13]
- 28 de octubre de 2011 - Google TV comienza el despliegue de Google TV 2.0, con el sistema operativo Android 3.1 y acceso al Market.[14]
- 8 de enero de 2012 - Se anuncia que la nueva generación de dispositivos de Google TV funcionará con diversos diseños de SoC ARM. Uno de los principales proveedores es Marvell con su plataforma Armada 1500.[15]
- 10 de enero de 2012 - Sony Corporation planea llevar Google TV a Canadá en el verano de 2012. No se ha anunciado una fecha exacta de lanzamiento. El director de marketing de Sony, Stephane Labrousse, ha declarado que Sony empezará a vender productos basados en Google TV en Europa en septiembre de 2012.[16]
- 19 de abril de 2012 - Google actualiza la aplicación de TV y películas para incluir funciones sociales
- 25 de junio de 2012 - Sony planea lanzar Google TV en Europa en septiembre de 2012 con el reproductor multimedia en red NSZ-GS7 y el reproductor de Blu-ray integrado en Google TV NSZ-GS9, donde se lanzará primero en el Reino Unido.[17]
- 12 de octubre de 2012 - Se filtra un vídeo de demostración de la versión 3 de Google TV. Las características de la versión 3 incluyen una aplicación mejorada de la guía de televisión Primetime, así como una aplicación Android complementaria. Búsqueda de televisión y web por voz para los modelos que incluyen un micrófono. Una aplicación Movies & TV Play Store que ofrecerá, para su compra, vídeo en streaming.[18]
- Enero de 2013 - La versión 3 de Google TV comienza a desplegarse en la mayoría de los dispositivos de Google TV.
- 15 de mayo de 2013 - Google anuncia que los dispositivos Google TV de segunda generación (que utilizan CPUs ARM) podrán recibir una actualización a Android 4.2.2 y la última versión de Android Chrome en lugar de Desktop Chrome.[19]
- 10 de octubre de 2013 - Un informe sugiere que Google cambiará el nombre de Google TV por el de Android TV y que hay aproximadamente un millón de dispositivos Google TV en uso.[20]
- 11 de octubre de 2013 - Google confirma que la versión 4 de Google TV recibirá finalmente una funcionalidad nativa similar a la de Chromecast.[21]
- 24 de octubre de 2013 - Los televisores LG con Google TV comienzan a recibir la actualización de Android 4.2.2.[22]
- 24 de junio de 2014 - Google TV es reemplazado por Android TV

## Características
Google TV aprovechó muchos de los productos existentes de Google. El sistema operativo de Google TV, una versión personalizada de Android 3.0/3.2 diseñada para la televisión, proporcionó la base subyacente, permitiendo a los desarrolladores crear aplicaciones que ampliaran la funcionalidad del sistema. El navegador Chrome de Google proporcionó una puerta de entrada a Internet, permitiendo a los consumidores navegar por sitios web y ver la televisión a la vez. Los consumidores podían acceder a HBO, CNBC y contenidos de otros proveedores a través del navegador Chrome. Los teléfonos inteligentes y las tabletas Android y Apple podían utilizarse como mandos a distancia para Google TV. Los productos de Google TV se enviaron con mandos a distancia inalámbricos con un teclado QWERTY completo. Una actualización en noviembre de 2011 permitió el acceso a Google Play y habilitó la búsqueda para encontrar contenidos de la televisión en directo, Netflix, YouTube, HBO GO, Amazon y otros.
Xyologic ha elaborado una lista de las primeras aplicaciones de Google TV con mayor número de instalaciones. En noviembre de 2012, las aplicaciones más instaladas eran Napster, Pandora Radio y CNBC.

## Socios
La plataforma de Google TV fue proporcionada por Google a los fabricantes de equipos originales para que la incorporaran a sus productos de consumo. La primera generación de dispositivos de consumo fue producida por Logitech y Sony. La segunda generación de dispositivos de consumo fue producida por Sony, LG (véase el SoC LG L9), Vizio, Hisense, NetGear y Asus. La tercera generación de dispositivos de consumo fue anunciada por LG en el CES internacional de 2013, con el anuncio de sus modelos de televisión.

## Competidores y controversias
Tanto los proveedores de cable como los de contenidos no participaron en la plataforma de Google TV debido a que permitía el acceso a través de un navegador web en lugar de aplicaciones autenticadas que podían aplicar restricciones de geolocalización y derechos de autor internacionales. NBC, ABC, Fox, CBS/The CW y Hulu bloquearon el acceso de los dispositivos habilitados para Google TV a sus contenidos web durante toda la vida de la plataforma. A partir del 22 de noviembre de 2010, los dispositivos de Google TV también tenían bloqueado el acceso a cualquier programa ofrecido por las filiales de Viacom. De los proveedores de cable y satélite, sólo Dish Network (antes Echostar), había adoptado Google TV y lo promocionaba ofreciendo a los clientes un descuento en el Logitech Revue. En cambio, el ecosistema de Android TV cuenta con las principales cadenas de televisión estadounidenses y las aplicaciones de los proveedores de streaming.
En enero de 2014, Google presentó una demanda UDRP contra el propietario de los nombres de dominio androidtv.com y xbmcandroidtv.com. Los nombres de dominio eran propiedad de Exo Level, Inc. y fueron registrados en GoDaddy en noviembre de 2006. En marzo de 2014, el caso de Google fue denegado.